# Isfizar
Isfezar (farsi اسفزار, també Esfezār, Esfazār i Asafzar) és una població del districte de Mud, conmtat de Sarbisheh, a la província iraniana de Khorasan del Sud. Es va dir Sabzawar fins al 1970 quan fou rebatejada Shindand, un nom paixtu i modernament la revolució islàmica li va donar el nom d'Isfizar o Esfezar.
Al cens de 2006 tenia 460 habitants repartits en 131 famílies.

## Història
El 1383 es va produir una revolta de grups ghuris a Herat i al mateix una revolta a la fortalesa de Sabzawar, un nom persa que vol dir “camps verds” a la qual, per distingir-la de la Sabzawar situada més a l'oest, seu dels sarbadars, se la coneixia com a Sabzawar d'Herat, situada a mes de 110 km al sud d'Herat; les dues revoltes no estaven lligades; la de Sabzawar fou dirigida pel governador Shaikh Daud-i Khitatai, antic servidor de la dinastia kart d'Herat, que havia estat nomenat governador de la fortalesa pel mateix Tamerlà i les raons de la revolta no són clares però es creu que mes aviat estaven vinculades a questions locals i de poder personal., Al mateix temps es van conèixer actes hòstils del tumen mongol dels Nikudaris establert a la regió de Kandahar. Les tres coses en un curt espai de temps devien alarmar a les autoritats timúrides i especialment al governador de Khurasan (província mongola), Miran Xah, fill de Tamerlà. Miran Shah, després de reprimir en sang la revolta ghuri a Herat, va enviar a Sabzawar a l'emir Ak Bugha Naiman des de Herat, seguit de prop per l'amir Hajji Saif al-Din Barles. Sabzawar fou assetjada i presa i molts rebels executats però Shaikh Daud va poder fugir a la fortalesa de Bedrabad, al cim d'una muntanya propera, on els van anar a assetjar els dos amirs. Tamerlà llavors va decidir enviar una part de l'exèrcit comandat per Shaikh Ali Bahadur i Utx Kara Bahadur cap a Astarabad, per combatre a Amir Wali ibn Ali Hindu; i ell mateix va decidir marxar cap Sabzawar d'Herat (Isfizar) i Sistan.
Timur va sortir d'Herat i va acampar a prop de Sabzawar d'Herat. Ak Bugha i Hajji Saif al-Din que estaven en la tasca d'assetjar Bedrabad quan va arribar Tamerlà (novembre del 1383) el qual va agafar el control de les operacions. El minat va ser efectiu i part de la fortalesa va caure; el minador principal, Shaikh Yahya Khurasani, va morir quan la paret li va caure al damunt. Els rebels foren derrotats i uns 2000 habitants, segurament no tots rebels, foren morts o fets presoners. En lloc d'executar-los en aquest lloc, Timur va triar un altre lloc com a exemple si es que feia falta, de les conseqüències de la rebel·lió. Fou un acte de brutalitat calculada per Tamerlà. Els que van quedar vius van ser posats en muntanyes piramidals i coberts de morter quan encara eren vius. Yazdi escriu: “ "Hi havia prop de dos mil esclaus presos que foren amuntegats vius l'un amb l'altre amb morter i maons, hi van formar un monument de persones que dissuadien als demes de revoltar-se”. Després d'això se’n va anar cap al Sistan on se sospitava d'un altre revolta, amb el seu exèrcit que ara tenia 100.000 homes.